# Нация доминации
Нация доминации (англ. Nation of Domination) — это группировка в рестлинге, выступавшая в World Wrestling Federation (WWF) с 17 ноября 1996 года по 28 ноября 1998 года.
Группировка была сформирована Фааруком в 1996 году. Находясь в группировке, Скала был однократным интерконтинентальным чемпионом WWF, а Ди’Ло Браун — двукратным чемпионом Европы WWF.

## Концепция
Группировка была основана на «Нации ислама», свободном стиле жизни уличных банд и групп бандитов (члены группы приняли исламские имена и носили мусульманские головные уборы) и партии «Чёрных пантер». Экстремизм про-темнокожей тематики группировки, включая приветствие «Салют Нации» и гневные тирады Фаарука в микрофон, привлекли к ним чрезмерное внимание фанатов на аренах, а Фаарук называл себя «Диктатором Нации».

## Участники

### WWF
- Фаарук (17 ноября 1996 — 30 марта 1998)[4]
- Кларенс Мейсон (17 ноября 1996 — 9 июня 1997)
- Джей Си Айс (17 ноября 1996 — 12 мая 1997)
- Вульфи Ди (17 ноября 1996 — 12 мая 1997)
- Краш (15 декабря 1996 — 9 июня 1997)
- Ди’Ло Браун (4 января 1997 — 28 ноября 1998)
- Савио Вега (25 января 1997 — 9 июня 1997)
- Кама Мустафа / Крёстный отец (16 июня 1997 — 18 октября 1998)
- Ахмед Джонсон (16 июня 1997 — 4 августа 1997)
- Рокки Майвиа / Скала (11 августа 1997 — 12 октября 1998)
- Марк Генри (12 января 1998 — 28 ноября 1998)
- Оуэн Харт (27 апреля 1998 — 5 октября 1998)

## Титулы и достижения
- World Wrestling Federation
  - Чемпионство Европы WWF (2 раза) — Ди’Ло Браун[5]
  - Интерконтинентальное чемпионство WWF (1 раз) — Скала[6]